# Punctillina solteroi
Punctillina solteroi är en svampart som beskrevs av Toro 1934. Punctillina solteroi ingår i släktet Punctillina, divisionen sporsäcksvampar och riket svampar.   Inga underarter finns listade i Catalogue of Life.